# Westelijke Kaukasus

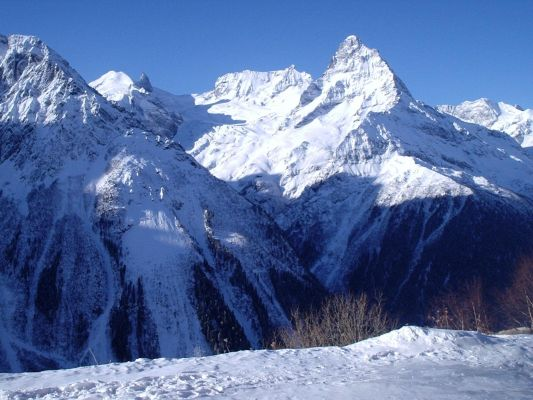
Belakajaberg (3861 meter) in de bergregio Dombaj

De Westelijke Kaukasus (Russisch: Западный Кавказ) is een 280.335 hectare groot natuurlijk UNESCO-Werelderfgoedmonument. Het is gelegen in Rusland, 50 kilometer ten noorden van de Russische badplaats Sotsji. Het omvat de meest westelijke uitloper van het Kaukasusgebergte liggend aan de noordoostkust van de Zwarte Zee. Het gebied kreeg in 1999 de status van werelderfgoed.
Volgens UNESCO-onderzoekers is het het enige grote berggebied in Europa dat geen grote menselijke invloed heeft ondergaan. Ook zijn de biotopen van het gebied zeer gevarieerd voor een dergelijk klein gebied, variërend van laaglanden tot gletsjers.
In mei 1924 ontstond in opdracht van de Russische SFSR het Zapovednik Kaukasus, nadat de Russische Academie der Wetenschappen druk had uitgeoefend om een aantal 85 meter hoge exemplaren van de Nordmann-spar (Abies nordmanniana) te beschermen, die werden beschouwd als de hoogste bomen van Europa. In 1979 werd het gebied aan de lijst van biosfeerreservaten toegevoegd onder het Mens- en Biosfeerprogramma (MAB) van UNESCO.
Het werelderfgoedmonument Westelijke Kaukasus bestaat uit meerdere natuurgebieden:
- Biosfeerreservaat Kaukasus
- Nationaal park Sotsji
- Bolsjoj Tjach (natuurpark)
- Buini-bergrug (natuurmonument)
- Hoofdstromen van de rivier Tsitsa (natuurmonument)
- Hoofdstromen van de rivieren Psjecha en Psjechasjcha (natuurmonument)

Ongeveer een derde van de plantensoorten in het hooggebergte zijn inheems. De Westelijke Kaukasus is ook de plek waar de wisent (Europese bizon) zijn oorsprong heeft. De laatste wilde wisent ter wereld werd in 1927 door stropers in dit gebied gedood. Enkele decennia later werd de soort hier geherintroduceerd.